# 非零和博弈
非零和博弈与零和博弈相对。零和博弈表示所有博弈方的利益之和固定，即一方有所得，其他方必有所失。非零和博弈表示在不同策略组合下各博弈方的得益之和為不确定的变量，又称为变和博弈（variable-sum / non-constant-sum game）。在零和博弈中，博弈各方是不合作的。如果某些战略的选取可以使各方利益之和变大，同时又能使各方的利益得到增加，那么，就可能出现参加方相互合作的局面。因此，非零和博弈中，博弈各方存在合作的可能性。国际经济中许多问题都属于非零和博弈问题，即国际经济中各方的利益并不是必然相互冲突的。
在这种状况中，自己的所得并不与他人所失之大小相等，而自己的幸福也不一定建立在他人的痛苦之上，即使伤害他人也可能“损人不利己”，所以博弈双方存在双赢的可能，进而合作。 